# Sotuggleskärra
Sotuggleskärra (Aegotheles savesi) är en akut utrotningshotad fågel i familjen uggleskärror. Den förekommer enbart på ön Nya Kaledonien.

## Utseende och läten
Sotuggleskärran är en stor (28 cm) och mörk uggleskärra. Fjäderdräkten är enhetligt marmorerat gråbrun och svart. Den är distinkt i formen, med korta och rundade vingar, långa och kraftiga ben samt en lång och något rundad stjärt. Lätet är okänt, men andra arter i familjen har diverse spinnande och visslande läten.

## Utbredning och status
Länge var den bara känd utifrån typspecimentet som insamlats på södra Nya Kaledonien 1880. Den återupptäcktes år 1998 på Nya Kaledonien efter 119 år utan säkra observationer. Världspopulationen tros bestå av färre än 50 individer som antas minska i antal till följd av predation från invasiva arter. Internationella naturvårdsunionen IUCN kategoriserar arten som akut hotad.

## Levnadssätt
Observationer har skett i Melaleuca-savann och fuktig skog. Fyndet 1998 utgjorde en fågel som fångade insekter i skymningen i städsegrön flodnära skog. Andra uggleskärror häckar och tar dagkvist i trädhål. De födosöker genom att göra utfall mot små djur från sittplats eller marken. Eftersom sotuggleskärran är större och relativt långbent tros den tillbringa mer tid på marken än sina släktingar.

## Namn
Fågelns vetenskapliga artnamn hedrar fransmannen Théodore Savés (1855-1918) som samlade in typexemplaret.